# 오믈렛
오믈렛은 프랑스의 대표적인 요리의 한 가지이다. 달걀을 부친 음식으로, 달걀만 부친 것, 다른 재료에 달걀을 섞어 볶은 것, 다른 재료를 볶은 것을 푼 달걀로 싸듯이 부친 음식이다.

## 역사
오믈렛이란 단어는 16세기 프랑스어에도 사용되었으며, 이 단어는 14세기의 alemette에서 변형된 것으로 보인다. 이것은 '칼날'을 뜻하는 alemele에서 왔으며, '얇고 작은 접시'를 뜻하는 라틴어 lamella의 변형이다.

## 조리
가장 기본적인 조리법은 달걀 3개를 풀어서 크림을 섞거나 소금, 후추로 간을 하고, 버터를 프라이팬에 녹여서 풀어 놓은 달걀을 붓는다. 어느 정도 굳었을 때 젓가락 등으로 저으면서 골고루 익혀낸다.
오믈렛은 전체적으로 표면이 약간의 갈색을 띄면서 속이 전체적으로 부드럽게 된 것을 최상으로 친다. 부드럽게 익히기 위해서는 좋은 프라이팬을 사용하고, 기름을 잘 두르고, 적절한 불 조절을 하는 것이 중요하다. 조리 과정 하나하나를 신중하고 정밀하게 해야하기 때문에 양식요리를 배울 때 가장 중요하게 여기는 종목 중 하나이다.
곁들이는 재료도 여러가지이다. 부쳐낸 달걀 하나만으로 오믈렛을 만들기도 하지만, 여러 재료를 오믈렛에 싸서 만들수도 있다. 오믈렛에 싸서 넣는 방법도 여러가지이며, 프라이팬 위에 달걀을 풀어서 바로 재료를 넣어 같이 부쳐낸 후 말아내는 방법과, 완성된 오믈렛에 칼집을 넣어 그 안에 재료를 넣는 방법, 오믈렛 위에 재료를 넣고 반으로 접는 방법 등이 있다. 소스의 경우도 오믈렛 위에 뿌려내거나 오믈렛 안에 집어넣기도 한다.

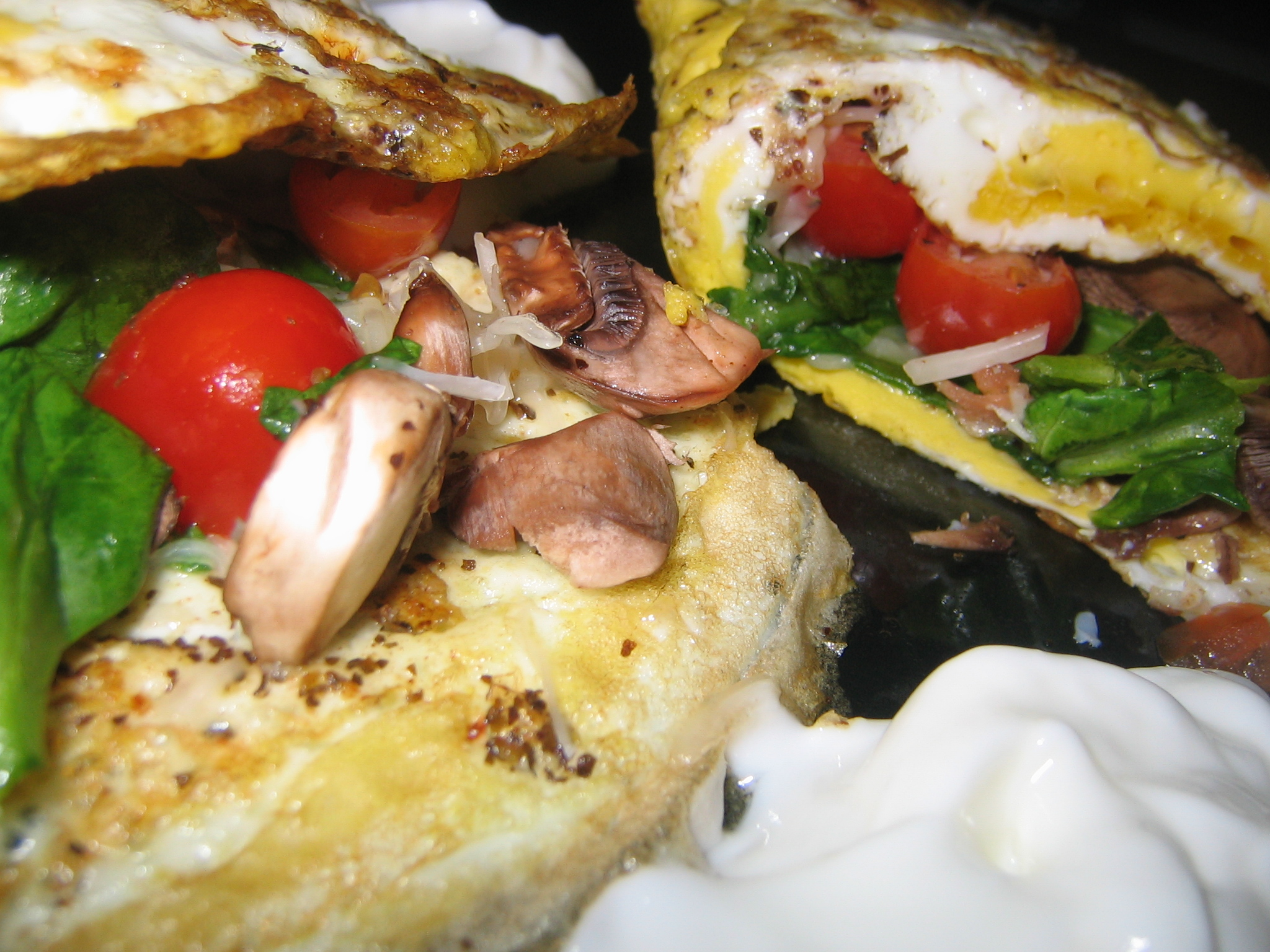
반으로 접힌 오믈렛
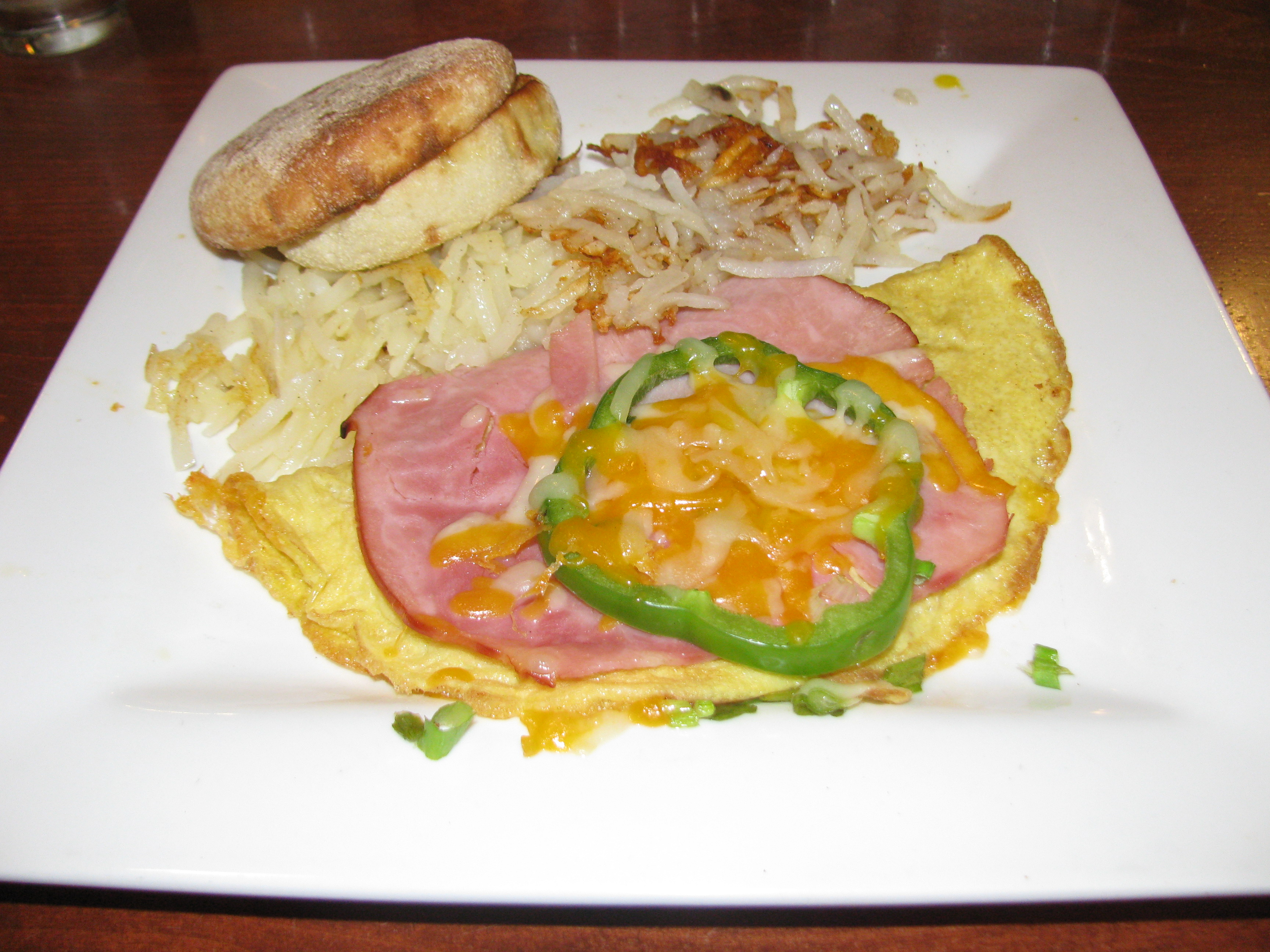
해시 브라운스와 잉글리시 머핀이 같이 있는 덴버 오믈렛

## 같이 보기
- 토르티야
- 프리타타
- 오므라이스
- 다마고야키
- 달걀말이